# Presseurop
Presseurop — багатомовний Інтернет-портал, який щодня перекладає та публікує новини, що стосуються Європи, з більш ніш двохсот джерел. Кожна новина публікується десятьма європейськими мовами: англійською, іспанською, італійською, нідерландською, німецькою, польською, португальською, румунською, французькою та чеською. Сайт розпочав роботу 25 травня 2009 року, фінансується Європейською Комісією.